# (6261) Хиона
(6261) Хиона (лат. Chione) — типичный астероид, относящийся к группе астероидов пересекающих орбиту Марса. Он был обнаружен 30 ноября 1976 года немецким астрономом Г.-Э. Шустером в обсерватории Ла-Силья и назван в честь Хионы, персонажа древнегреческой мифологии.
- Орбита астероида Хиона и его положение в Солнечной системе